# Валадье, Луиджи
Луиджи Мария Валадье (итал. Luigi Maria Valadier; 26 февраля 1726, Рим — 15 сентября 1785, Рим) — итальянский скульптор, бронзовщик и серебряных дел мастер, ювелир. Представитель большой семьи итальянских художников XVIII—XIX веков французского происхождения.

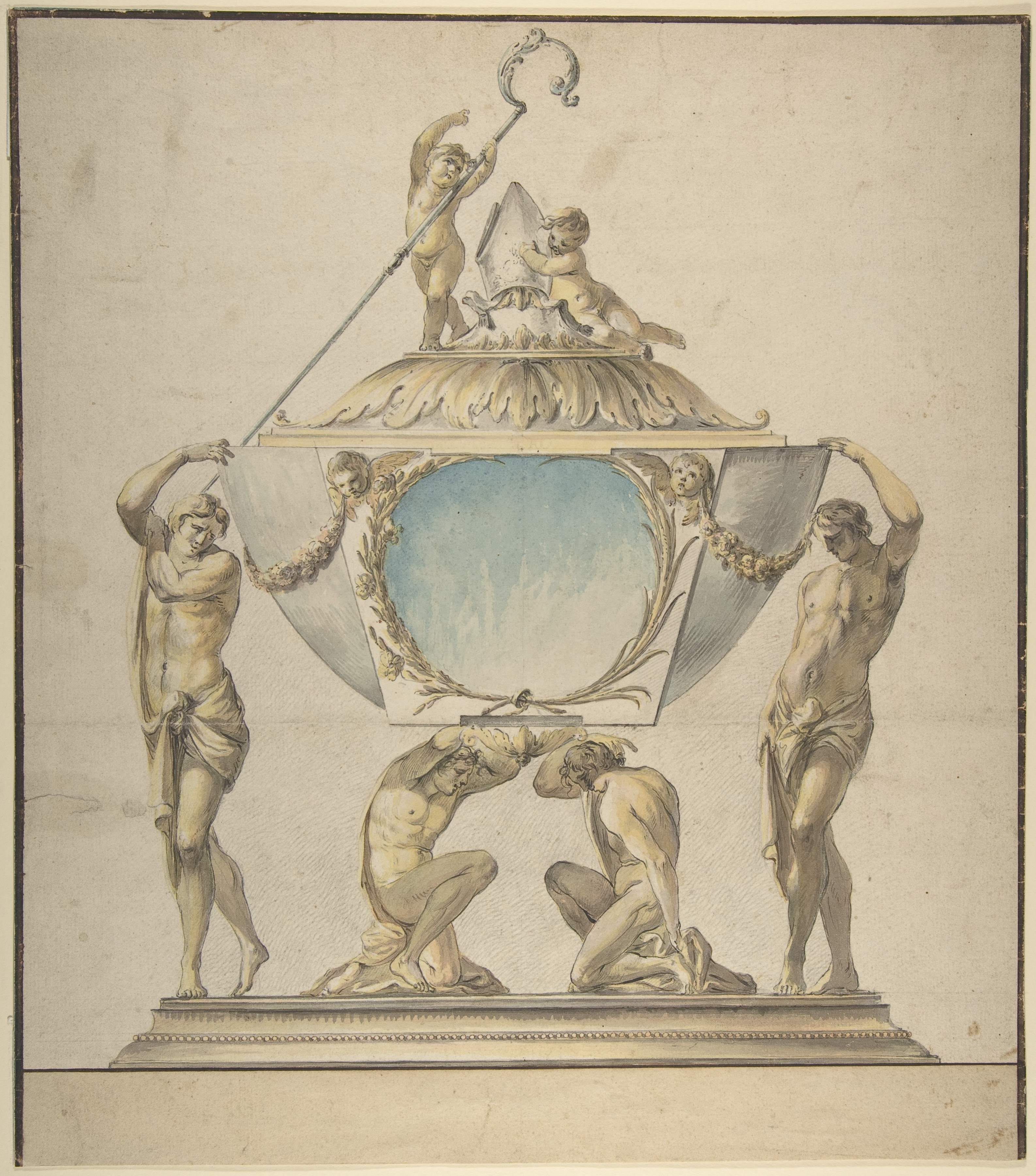
Проект архиерейского реликвария. 1770-е гг. Метрополитен-музей, Нью-Йорк

## Биография
Луиджи Валадье был сыном Андреа Валадье (1695—1759), французского ювелира родом из Прованса, с 1714 года работавшего в Риме. Луиджи родился в Риме и имел четырёх сыновей, которые тоже стали ювелирами: Филиппо, Томмазо, Луиджи и Джузеппе Валадье, который стал известным архитектором, историком и теоретиком архитектуры, градостроителем. Младший брат Луиджи Валадье — Джованни Валадье (1732—1805) — также римский ювелир.
Луиджи в 1754—1756 годах учился ювелирному делу в Париже, начинал как ученик и помощник в мастерской отца на Виа дель Бабуино в Риме. Он унаследовал мастерскую отца и его клиентов среди римских пап, кардиналов, аристократов из немецких княжеств, в самой Италии и Испании. В Риме он стал официальным поставщиком папы Пия VI. Выполнял многие заказы: позолоченные алтари и реликварии, церковную утварь, дорогую посуду, сочетая элементы классицизма, маньеризма и барокко. Среди заказов, выполненных им для церкви — драгоценный набор литургических предметов собора в Монреале близ Палермо, крещальный фонтан с фигурой Иоанна Крестителя (церковь Санта Мария Маджоре, Рим).
В дополнение к этим работам папа Пий VI заказал ему драгоценную чашу из лазурита, которую он подарил польскому королю Станиславу Августу Понятовскому, а также большое серебряное зеркало для Палаццо Киджи в Риме. Однако обстоятельства складывались неудачно, поскольку Валадье работал с драгоценными материалами, тратя на их приобретение большие средства. Вельможные заказчики не спешили рассчитываться с мастером, о чём свидетельствовали многочисленные счета ювелира, найденные после его смерти. Трагедия разыгралась во время отливки нового колокола для собора Святого Петра (диаметром 2,31 м и весом 8,95 тонны). Мастер был на грани банкротства из-за неспособности рассчитаться с долгами и покончил жизнь самоубийством, бросившись в реку Тибр. Работу завершил его сын Джузеппе.
Луиджи Валадье выработал несколько эклектичную манеру с использованием разнообразных драгоценных и полудрагоценных материалов и античных камей, найденных во время археологических раскопок в Риме. Работал как скульптор, изготавливая из бронзы копии и реплики древнеримских скульптур.

## Галерея

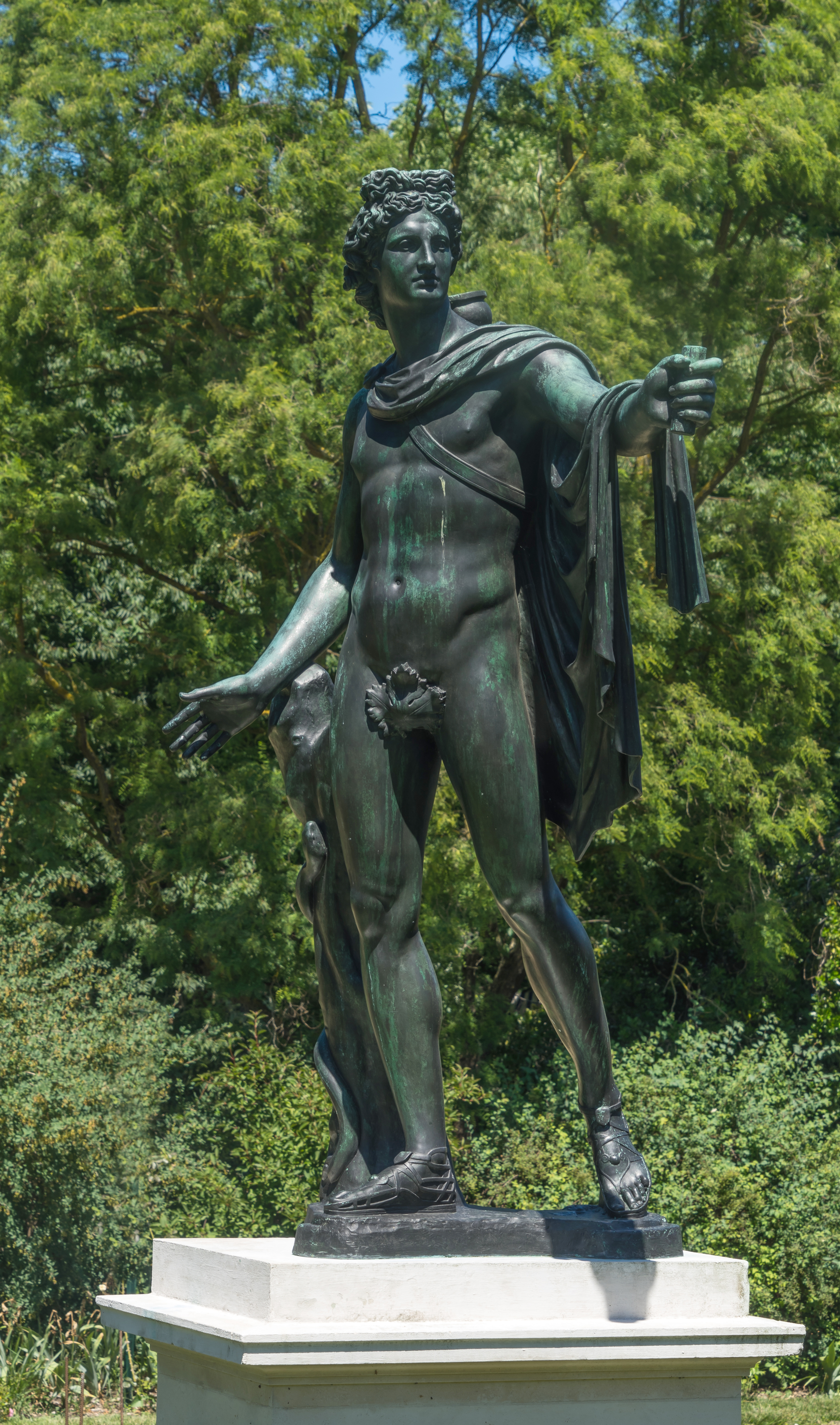
Бронзовая реплика статуи Аполлона Бельведерского. Парк замка Мальмезон
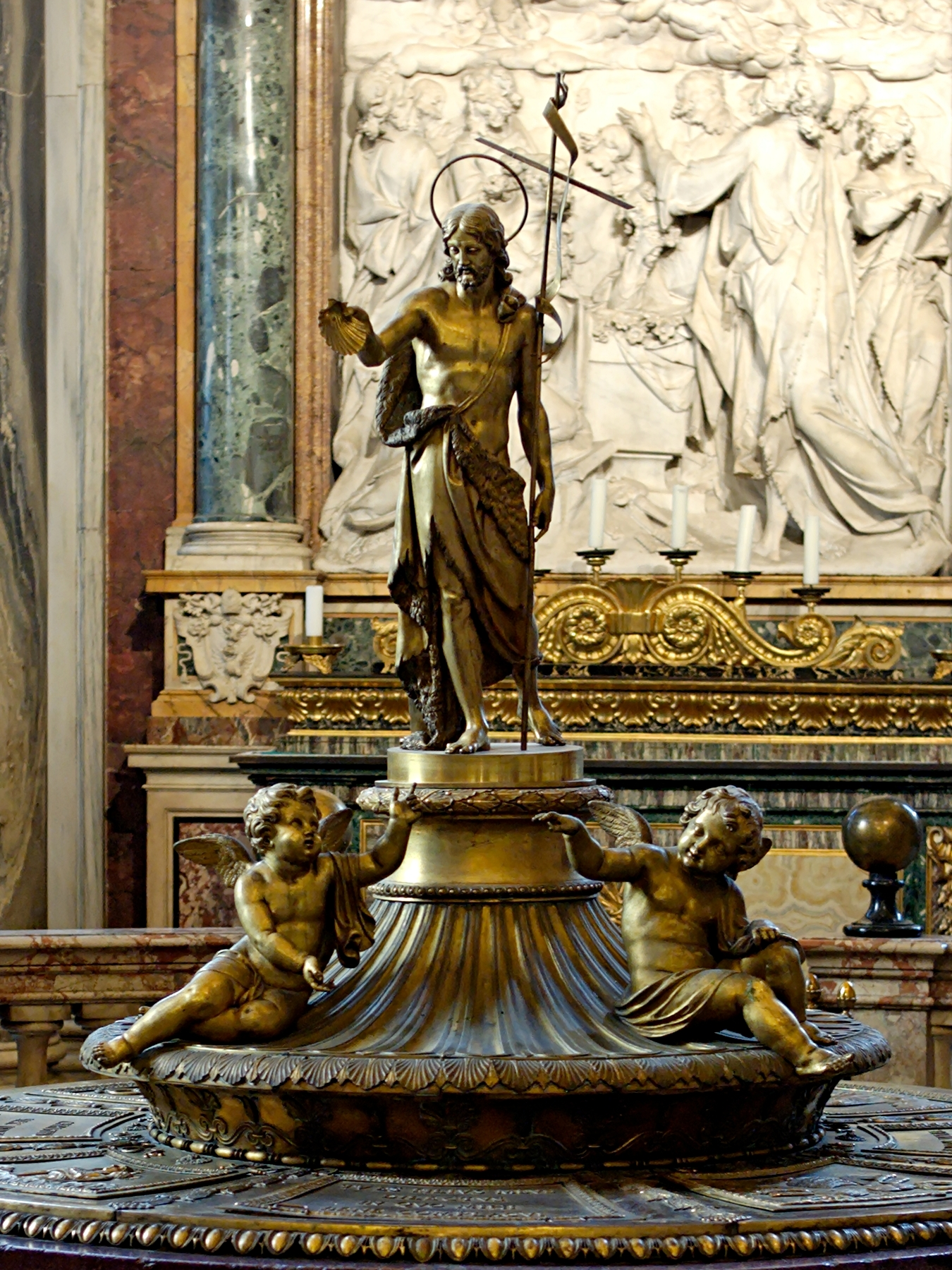
Крещальная купель с фигурой Иоанна Крестителя. Деталь. 1825. На дальнем плане рельеф «Ассунта» (Вознесение Мадонны) работы Пьетро Бернини. 1606. Баптистерий базилики Санта-Мария-Маджоре, Рим
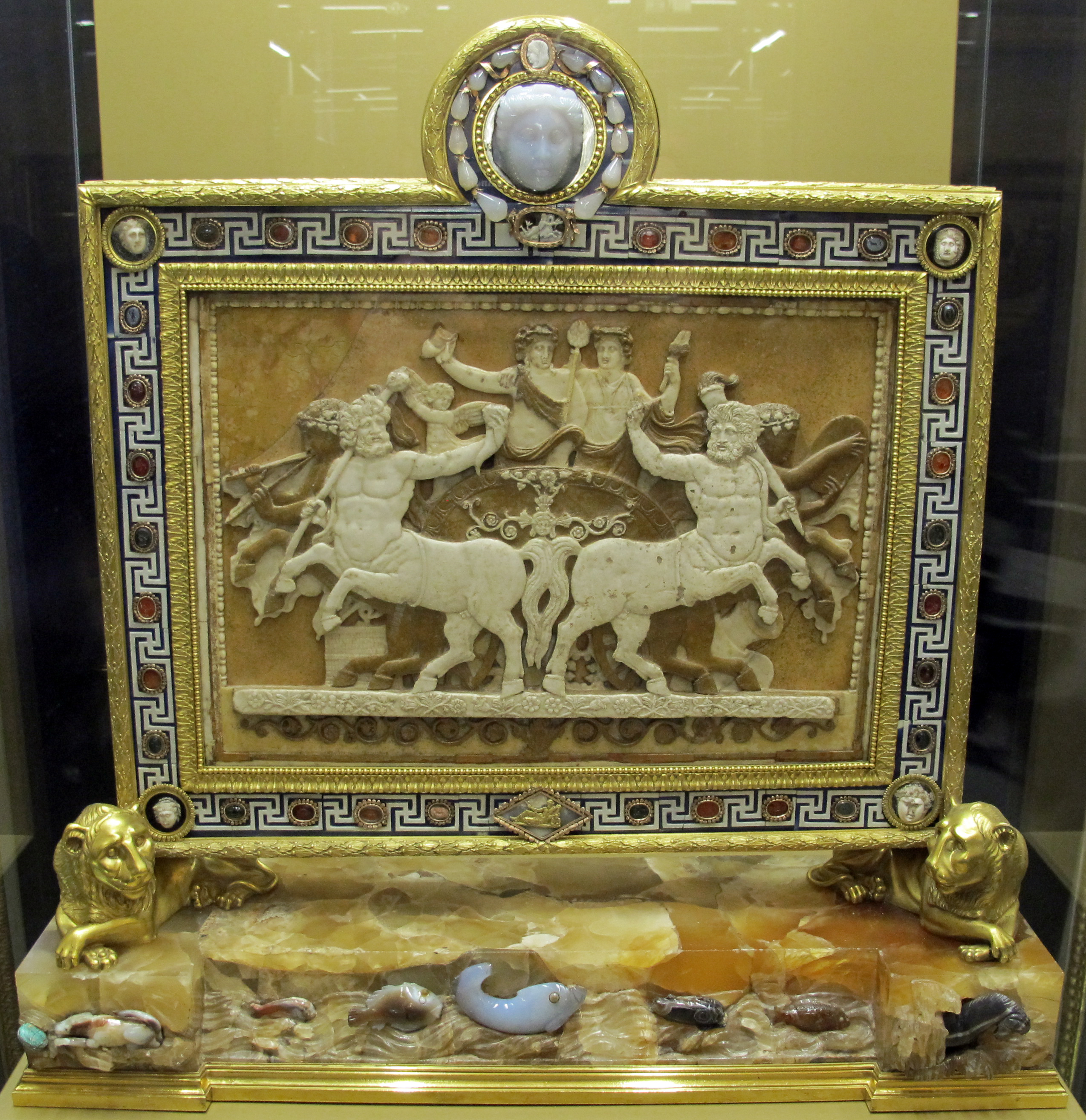
Реликварий с античным рельефом «Триумф Вакха» и римскими камеями императорской эпохи. Рама Л. Валадье. 1780. Золото. Зал «Свадьбы Альдобрандини» Апостольской библиотеки. Ватикан
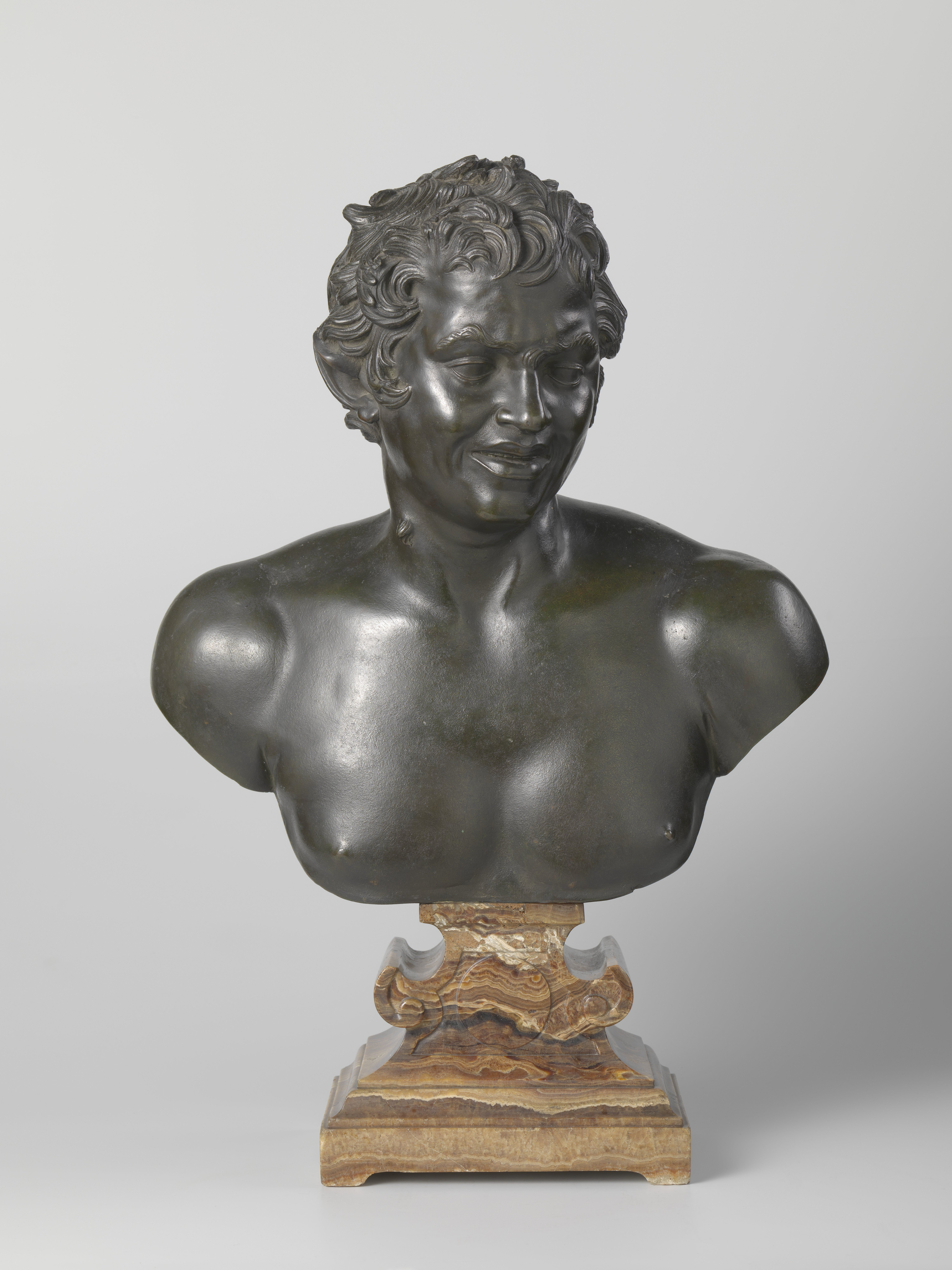
Смеющийся фавн. 1780. Патинированная бронза. Рейксмюсеум, Амстердам
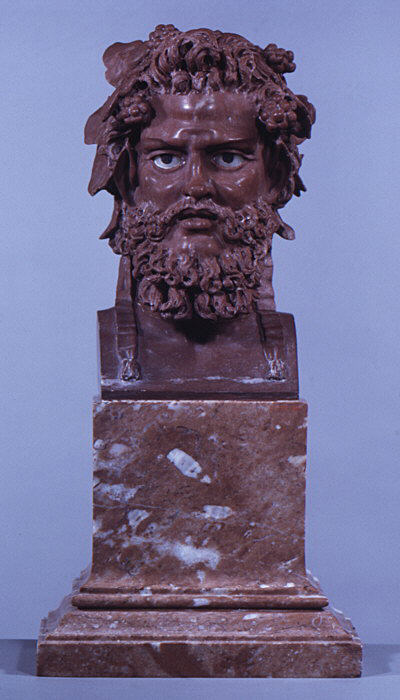
Герма Диониса. 1783. Мрамор гриотто, инкрустация. Метрополитен-музей, Нью-Йорк
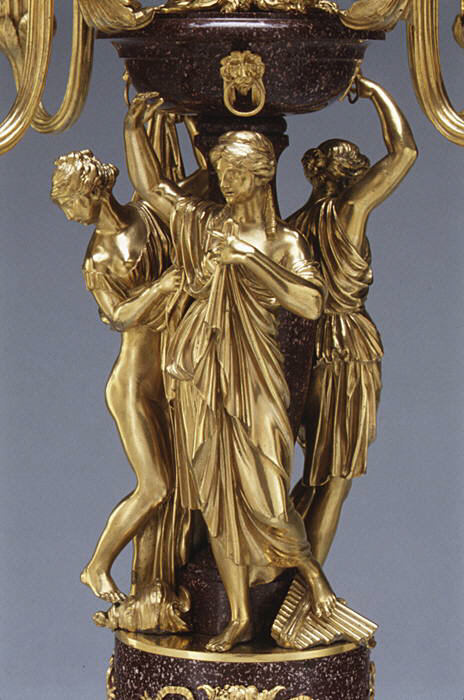
Канделябр. Деталь. 1774. Бронза, золочение, порфир. Метрополитен-музей, Нью-Йорк
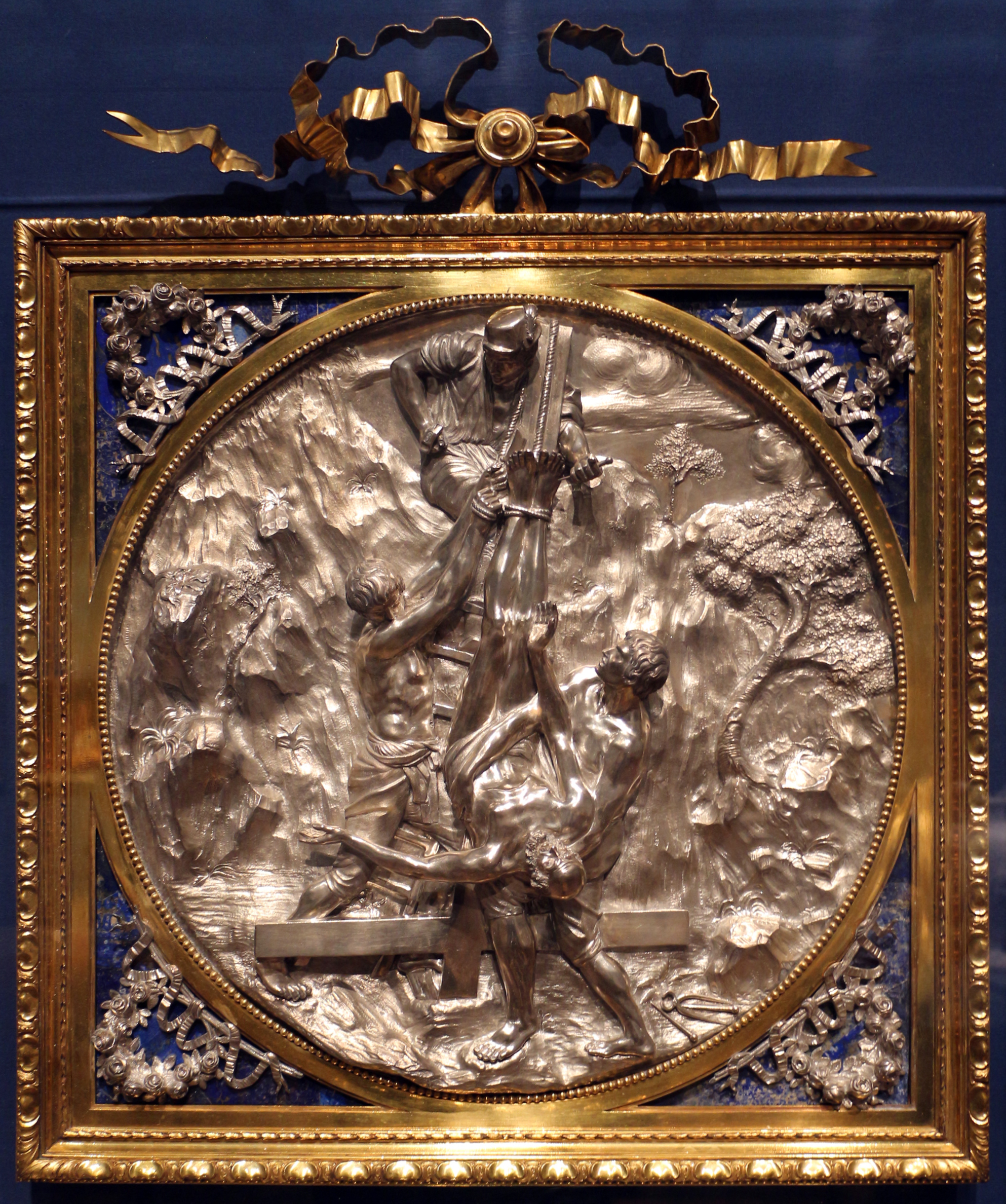
Распятие Святого Петра. Ок. 1775. Серебро, позолоченная бронза, лазурит. Чикагский институт искусств
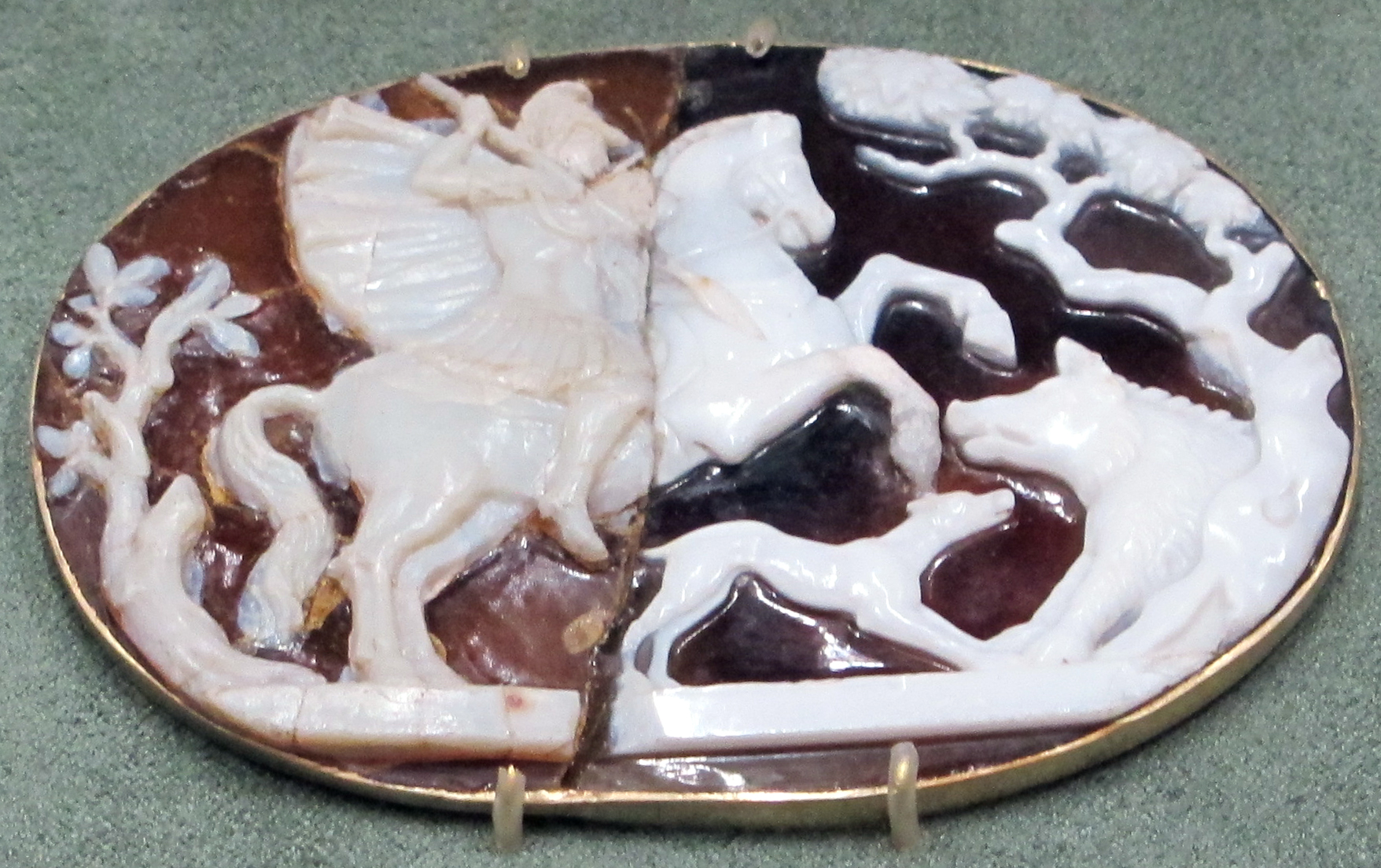
«Охота на кабана». Расколотая античная камея с дополнением Луиджи Валадье